# Max Beier
Max Beier ( 6 de abril de 1903, Spittal an der Drau, Carintia - 6 de julio de 1979, Viena) fue un entomólogo y aracnólogo austríaco.
Entró en 1923 en la Universidad de Viena, donde obtuvo su doctorado en 1927. Trabajó en este tiempo como voluntario en el Museo de Historia Natural de Viena, donde trabajó por primera vez con escarabajos y sus larvas. Él descubrió por casualidad un pseudoescorpión en un recipiente y comienza a estar interesado en estos arácnidos, sobre los que publicó la mitad de sus 252 publicaciones científicas.

## Publicaciones
- Max Beier, 1958 - Zoologische studien in west Griecheland.
- Max Beier (1967). «Pseudoscorpione vom kontinentalen Südost-Asien» (PDF). Pacific Insects (en alemán) 9 (2): 341-369.

## Epónimos
- (Dysderidae) Dysdera beieri Deeleman-Reinhold, 1988
- (Salticidae) Pseudattulus beieri Caporiacco, 1955
- (Mantidae) Mantis beieri Roy, 1999